# My Heaven Is Your Hell
A finn Lordi nevű zenekar dala. 2004-ben jelent meg a kislemez, a szintén 2004-es The Monsterican Dream nevű, a csapat második nagylemezén a negyedik dal. A 2005-ben megjelent The Monster Show válogatás lemezen, szintén a negyedik dal. A dal címe magyarra fordítva: „Az én mennyországom a te poklod”

## A kislemez tartalma
1.	„My heaven is your hell” (3.41)
2.	„Wake the snake” (3.47)

## Közreműködött
•	Mr. Lordi (ének)
•	Amen (gitár)
•	Kalma (basszusgitár)
•	Kita (dobok)
•	Enary (billentyűk)